# Притыка (Алтайский край)
Притыка — село в Бурлинском районе Алтайского края России. Входит в состав Михайловского сельсовета.

## История
Основано в 1923 году. В 1928 году посёлок Притыка состоял из 63 хозяйств. Входил в состав Узун-Агачского сельсовета Ново-Алексеевского района Славгородского округа Сибирского края. Была основана сельхозартель «Украинец». С 1950 года являлся центральной усадьба колхоза имени Крупской. С 1957 года стал отделением совхоза «Бурлинский», с 1966 года — отделением совхоза «Тополинский».
Много кизяков.

## Население
В 1928 году в посёлке проживало 313 человек (169 мужчин и 144 женщины). Преобладающее население: казахи.
| 1997 | 1998 | 1999 | 2000 | 2001 | 2002 | 2003 |
| ---- | ---- | ---- | ---- | ---- | ---- | ---- |
| 338  | ↘325 | ↗331 | ↗343 | ↘339 | ↗346 | ↘332 |
| 2004 | 2005 | 2006 | 2007 | 2008 | 2009 | 2010 |
| ↘322 | ↗326 | ↗330 | ↘328 | ↘310 | ↘299 | ↗302 |
| 2011 | 2012 | 2013 |      |      |      |      |
| ↘300 | ↘294 | ↘277 |      |      |      |      |